# Europameisterschaften 1899
Als Europameisterschaft 1899 oder EM 1899 bezeichnet man folgende Europameisterschaften, die im Jahr 1899 stattfanden:
- Eiskunstlauf-Europameisterschaft 1899
- Ruder-Europameisterschaften 1899